# Jerzy II Wirtemberski-Mömpelgard
Jerzy II Wirtemberski-Mömpelgard (ur. 5 października 1626, Mömpelgard, zm. 1 czerwca 1699 tamże) – książę Wirtembergii-Mömpelgard.
Syn księcia Ludwika i jego pierwszej żony Elżbiety von Hessen-Darmstadt.
9 marca 1647 roku ożenił się z Anną de Coligny. Para miała 8 dzieci:
- Otto (1650-1653)
- Henrietta (1654-1680)
- Eleonora (1656-1743) – żona księcia Sylwisza Fryderyka, syna księcia oleśnickiego Sylwiusza
- Konrad (1658-1659)
- Anna (1660-1733)
- Elżbieta (1665-1726) – żona księcia Fryderyka Ferdynanda, wnuka księcia Wirtembergii-Weiltingen Juliusza
- Jadwiga (1667-1715)
- Leopold (1670-1723)

Po bezpotomnej śmierci brata Leopolda przejął tytuł księcia Wirtembergii-Mömpelgard.
Po śmierci Jerzego tytuł książęcy przejął jego syn Leopold który był ostatnim księciem Wirtembergii-Mömpelgard na mocy umowy z 1617 roku.